# Zwitserse parlementsverkiezingen 1971

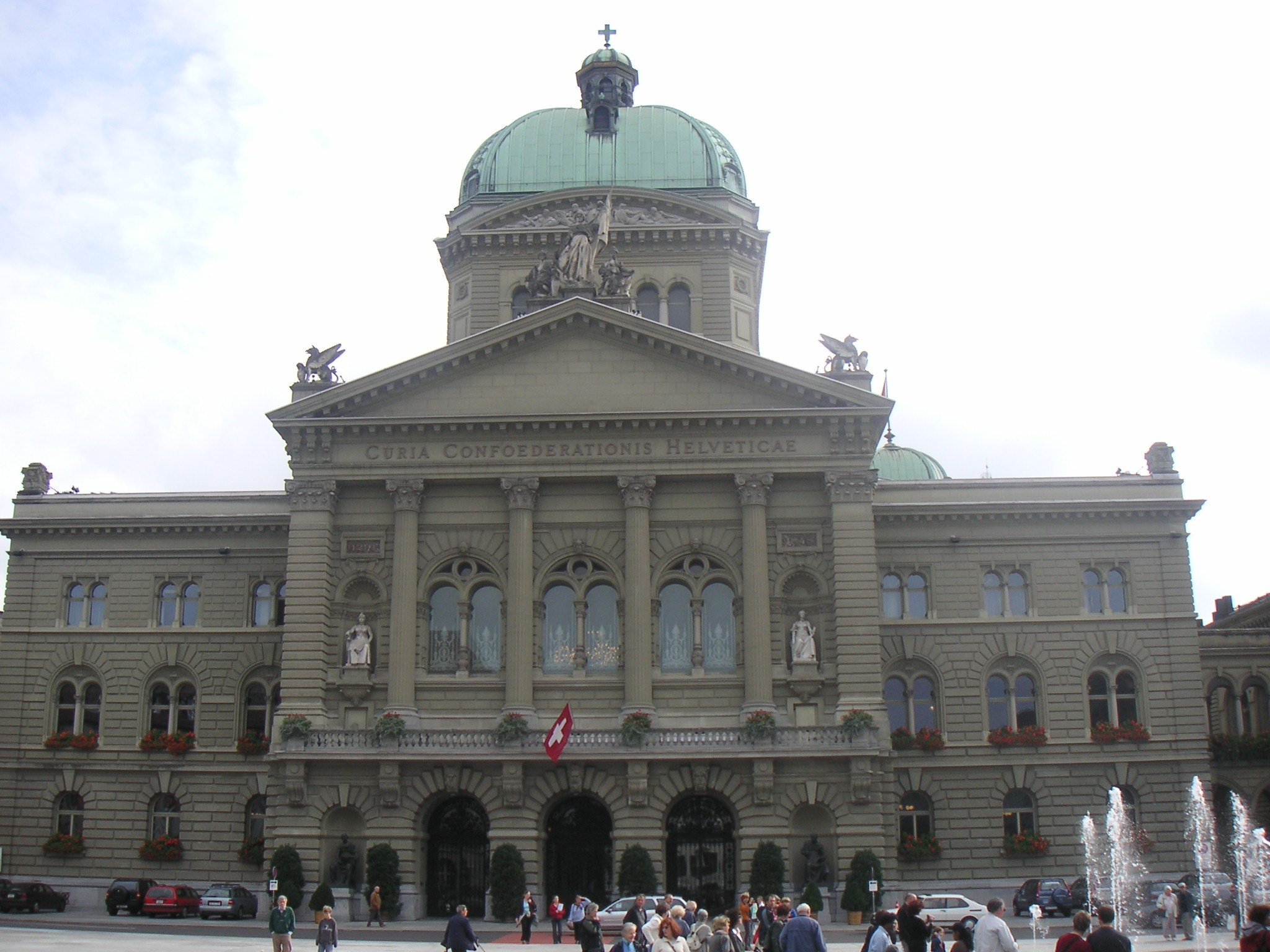
Zwitserse parlement en regeringszetel

Bij de Zwitserse parlementsverkiezingen op 30 en 31 oktober 1971 werd gestemd voor de 200 zetels van de Bondsvergadering.
De regerende coalitie van sociaaldemocraten, christendemocraten, radicalen en agrariërs behield een meerderheid van 162 zetels. Grote winst boekten twee rechtse xenofobe en anti-Europese partijen.
Gelet op de ruime meerderheid kon de bestaande regering worden verder gezet. Nello Celio van de radicalen werd door het parlement gekozen tot bondspresident voor 1972.